# Dogs (série de televisão)
Dogs é uma série de televisão documental americana de 2018 que estreou na Netflix. A série foi lançada em 16 de novembro de 2018. Foi criado por Glen Zipper. A série explora o vínculo entre cães e humanos.
A primeira temporada contém seis episódios de 50–53 minutos. Cada episódio, em diferentes locais ao redor do mundo, examina uma faceta da vida em que os cães e os seres humanos se interconectam, bem como a relação entre cães e seres humanos em diferentes países, culturas e pessoas.

## Recepção
A série recebeu críticas positivas dos críticos. No Rotten Tomatoes, a primeira temporada da série tem um índice de aprovação de 91% com uma pontuação média de 9,17 de 10 com base em 11 avaliações. O consenso crítico do site afirma, "Dogs é uma série de bondade que oferece aos espectadores um vislumbre de vários caninos extraordinários e das pessoas que orbitam, resultando em uma celebração esperançosa da humanidade e de seu melhor amigo." Laura Bradley, da Vanity Fair, afirmou que "sua principal atração é sua sincera narrativa–nunca manipuladora, nunca xaroposa. Sim, há cotão na superfície–mas em essência, Dogs é bom."